# Безымянка (приток Чёрной)
Безымянка — река в Пермском крае России, протекает по территории западной части Гайнского района. Устье реки находится в 54 км по левому берегу реки Чёрная. Длина реки составляет 11 км.

## Данные водного реестра
По данным государственного водного реестра России относится к Камскому бассейновому округу, водохозяйственный участок реки — Кама от истока до водомерного поста у села Бондюг, речной подбассейн реки — бассейны притоков Камы до впадения Белой. Речной бассейн реки — Кама.
Код объекта в государственном водном реестре — 10010100112111100001679.